# Лозинский, Александр Александрович
Александр Александрович Лозинский (1865, Санкт-Петербург — 1961, Пятигорск) — российский и советский врач-бальнеолог, журналист, историк медицины, доктор медицины (1905), профессор (1930). Он провёл первые в России экспериментальные исследования в области бальнеологии, разработал теорию бальнеотоксического действия минеральных вод и лечение грязями.

## Биография
Александр Александрович Лозинский родился в Санкт-Петербурге 26 декабря 1868 года в дворянской семье. В 1887 году он окончил с золотой медалью 6-ю Петербургскую гимназию и поступил в Военно-медицинскую академию. Профессор Вячеслав Авксентьевич Манассеин выделил среди массы студентов способного к научной работе Лозинского и привлёк его к исследовательской деятельности. Ещё со студенческой скамьи он опубликовал несколько научных статей и литературных работ.
В 1892 году студентом 5-го курса Лозинский едет на борьбе с холерой в Лужский уезд Петербургской губернии, где исполняет обязанности земского врача 2-го медицинского участка. Самоотверженный труд его был отмечен приказом Академии.
После окончания с отличием обучения в марте 1893 года Лозинский получил степень лекаря. В апреле 1893 года он определяется на должность младшего врача в г. Курган, Тобольской губернии, где идёт строительство Западно-Сибирской железной дороги. В июле 1894 года он переводится участковым железнодорожным врачом на постройку Екатеринбург-Челябинской железной дороги в Кыштымский завод, Пермской губернии, где заведовал железнодорожной больницей до окончания постройки линии в ноябре 1896 года.
С января 1897 года Лозинский назначается участковым врачом Балтийской железной дороги в город Юрьев Лифляндской губернии и сдаёт экзамены на степень доктора медицины. С июля 1898 года он переводится на место участкового врача Балтийской железной дороги в Петербург, где работает до весны 1902 года.

### Возвращение в Санкт-Петербург
Вернувшись в Санкт-Петербург, он развёртывает большую научную и публицистическую деятельность. Особо радовался возвращению Александра Александровича в столицу его старый учитель профессор В. А. Манассейн, который был редактором популярной газеты «Врач». С октября 1900 года Лозинский редактирует журнал «Практическая медицина» и «Врачебную газету» (бывший «Еженедельник Практической Медицины»), а с января 1904 года — журнал «Терапия». До 1918 года он являлся бессменным редактором «Врачебной газеты», которая выходила также за границей. Владея практически всеми европейскими иностранными языками, он умел излагать содержание научных статей в интересной и увлекательной форме.
За попытки встать на защиту евреев он подвергался постоянным нападкам и даже был привлечён к суду черносотенской партией «Союз русского народа».

### Кавказские Минеральные Воды

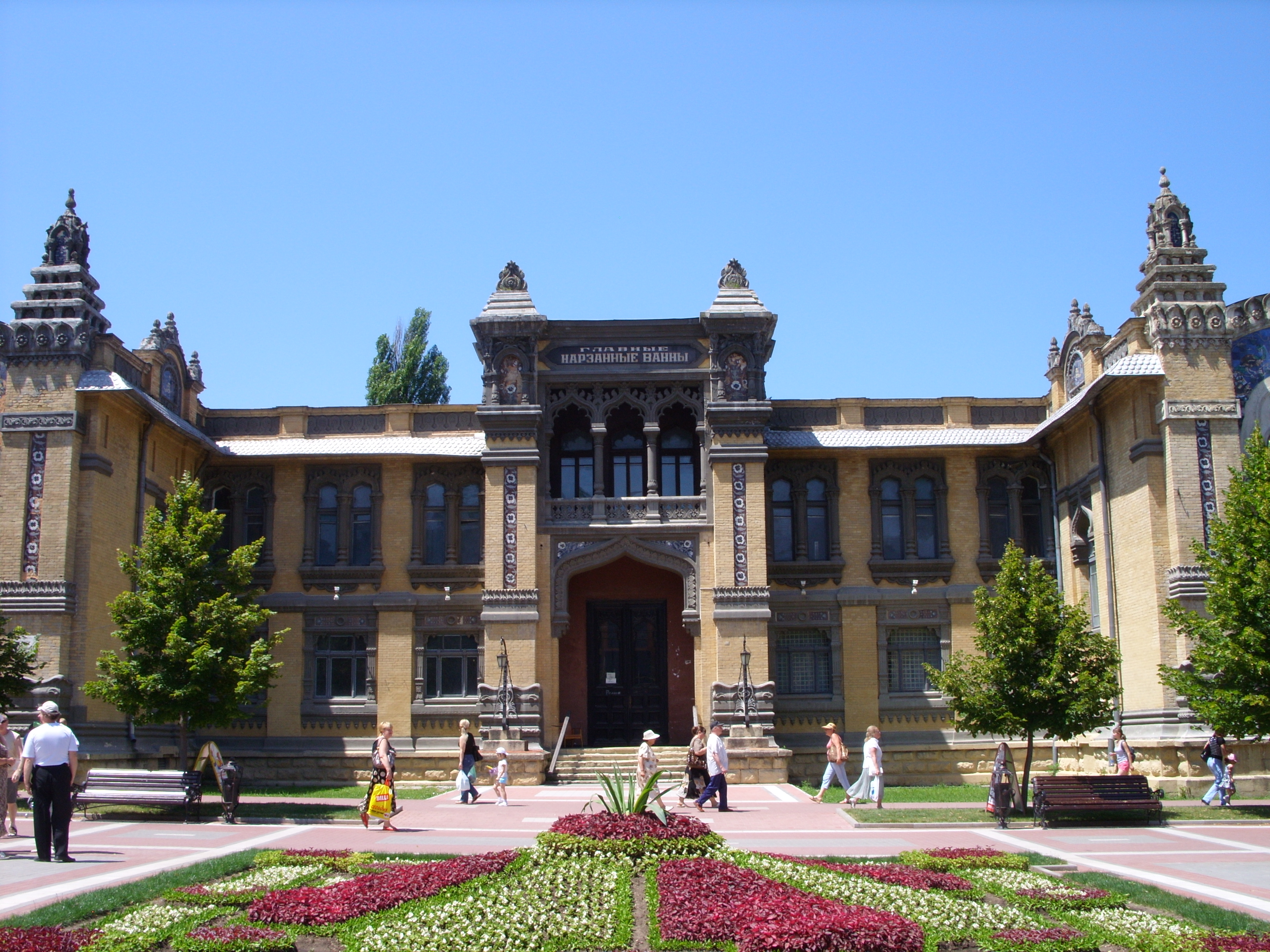
Здание Главных нарзанных ванн (1901—1903) по проекту А. Н. Клепинина в Кисловодске до реконструкции

В начале XX века распространённой среди врачей столичных городов была практика в лечебный сезон на курортах Кавказских Минеральных Вод (КМВ). В возрасте 33 лет Лозинский приезжает в Кисловодск на должность группового врача:

«Так как я был приглашён на должность группного врача и имел дело главным образом с больными, которые пользовались разрешением Управления вод на приём бесплатных ванн, то мне не приходилось пользоваться советами консультантов. Поэтому в каждом отдельном случае я вынужден был все свои сомнения разрешать самостоятельно, тщательно обдумывая свои назначения. Может быть, именно эта трудная и ответственная работа, которую мне пришлось проводить с первого же дня моего пребывания в условиях курорта, и заставила меня более углубленно заняться изучением курортных факторов и их влияния на организм. Пройденный мной тяжёлый путь тогда же убедил меня в необходимости добиваться преподавания бальнеологии на медицинских факультетах, в необходимости широкой подготовки врачей-бальнеологов».

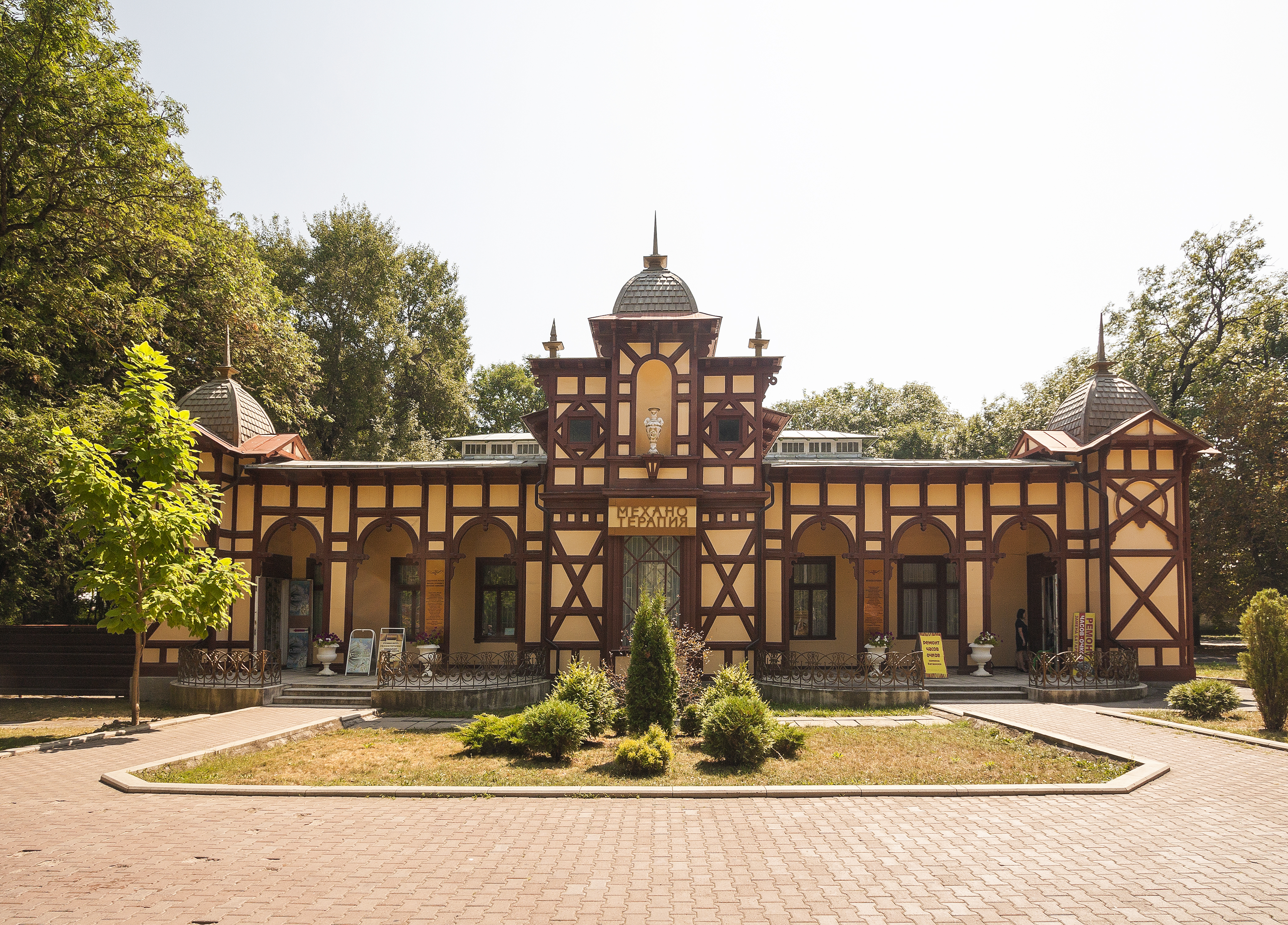
«Институт снарядной гимнастики Цандера» в Ессентуках

Лозинский приехал в Кисловодск, когда полным ходом шла подготовка к 100-летнему юбилею Кавминвод. С 1901 года начали разворачиваться работы по возведению Главных нарзанных ванн по проекту архитектора А. Н. Клепинина. В 1902 году одним из самых заметных явлений стало открытие «Института снарядной гимнастики Цандера» в Ессентуках. Проводимые мероприятия были направлены на привлечение отдыхающих. Лозинский проработал группным врачом Кисловодского курорта в течение 3-х сезонов и тем самым положил начало своей врачебной, научной и педагогической деятельности на курортах.
Лозинский одним из первых поставил вопрос об использовании Кисловодского курорта как кардиологического. Лозинский выступил с докладом «Кисловодск, как курорт для сердечных больных» на II Всероссийском съезде деятелей по климатологии, гидрогеологии и бальнеологии, который проходил на Кавминводах с 1 по 7 сентября 1903 года. Съезд поддержал предложения Лозинского, однако, ещё многие годы, вплоть до 1924 года, Кисловодск оставался курортом, для лечения преимущественно больных туберкулёзом. То, что Кисловодск в дальнейшем стал прославленным кардиологическим курортом с мировым именем для лечения больных с сердечно-сосудистыми заболеваниями, во многом огромная заслуга Лозинского.

### Лифляндия

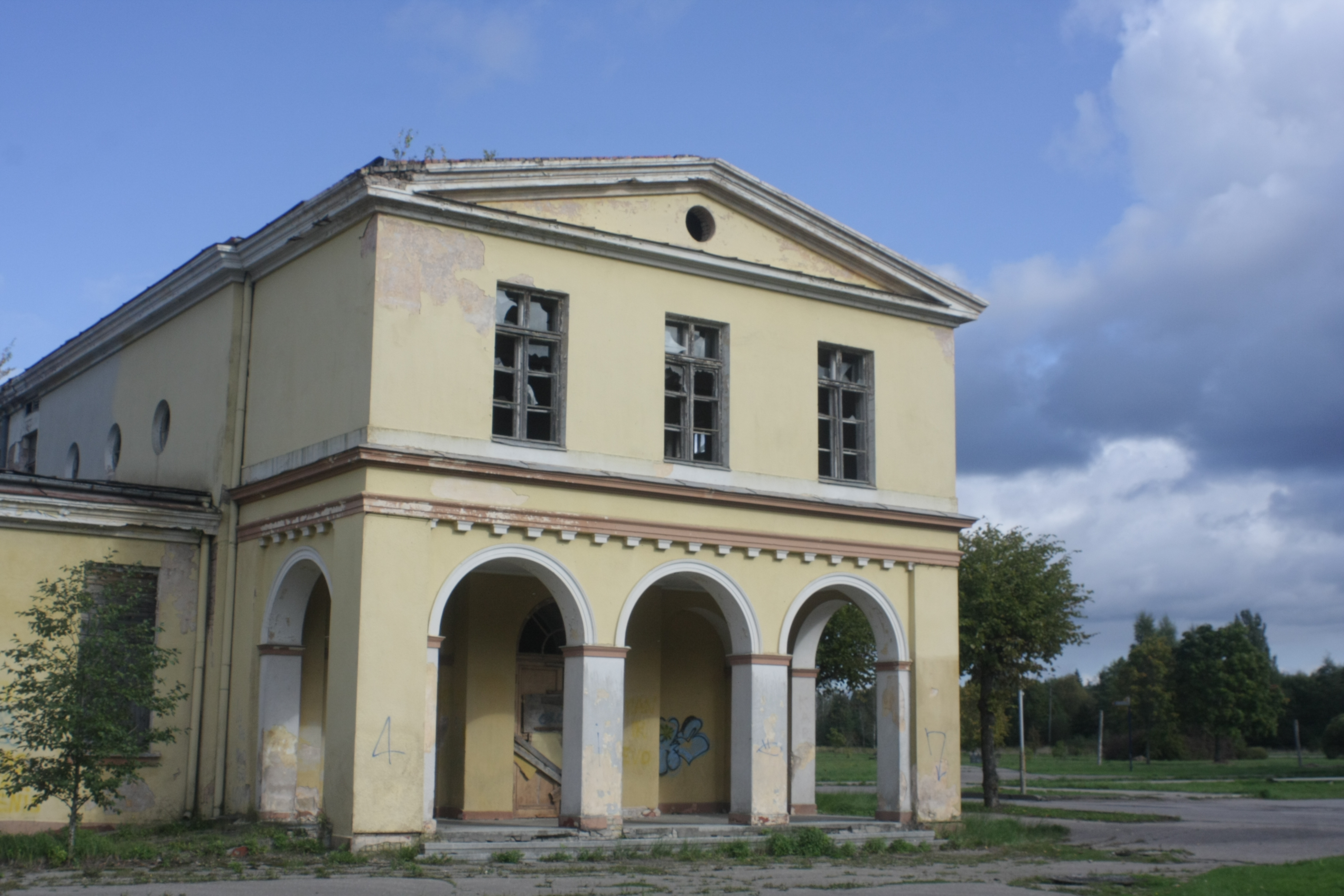
Ванное здание в Кеммерне (наши дни), Латвия

В 1904 году Лозинский получает назначение на должность директора Управления Кеммернских минеральных вод (ныне в Кемери) Лифляндской губернии. Под его руководством выстроено новое ванное здание, благоустроен курортный парк, проложена трамвайная линия от Кеммерна к морскому пляжу. Из скромного курорта местного значения Кеммерн к концу управления периода в 1915 году представлял собою европейски благоустроенный курорт. Благодаря научным работам Лозинского и его сотрудников курорт Кеммерн в начале века стал одним из центров научной экспериментальной бальнеологии.
Лозинский в 1905 году защищает диссертацию на степень доктора медицины на тему: «К истории некоторых важнейших медицинских систем XVIII—XIX веков». Работая в Кеммерне, Лозинский издаёт в 1909 году «Справочную книжку о русских и иностранных курортах».
В 1910 году Александр Александрович публикует статью «Попытка научной классификации сернистых вод», в которой он впервые предлагает использовать термин «сероводородные воды». Совместно с петербургским профессором В. С. Садиковым Лозинский впервые в России организовал экспериментальные исследования по изучению влияния на организм местных лечебных вод и грязей.

### Первая мировая война
Научно-практическая работа в Кеммерне была прервана Первой мировой войной. Лозинский был призван в армию, назначен консультантом Рижского военного госпиталя (находился в Петрограде) и сразу направляется в Крым для организации и подготовки к приёму раненных воинов. По возвращении в госпиталь работал хирургом. Здесь он познакомился со своей будущей супругой Муравейской Людмилой Дмитриевной, которая работала сестрой милосердия.
Александр Александрович публикует серию патриотических статей, объединённых общим заголовком «Европейская война и задачи врачей», ведёт колонку в газете для популяризации и развития курортного дела и бальнеологии.

### Советский период
В годы революции и гражданской войны Лозинский испытывает одно потрясение за другим. В 1917 году умирает его сын от первого брака, в 1920 году он лишается своих родителей: вначале умирает отец, а через восемь дней и мать. По причине своей неблагонадёжности, связанной с дворянским происхождением, а также за несогласие с действиями властей Лозинского в 1922 году высылают за пределы Петрограда без права места жительства в крупных городах и права преподавания в медицинских университетах. Местом проживания определяют Ташкент, где он работает врачом в учреждениях Наркомздрава Ташкента, сотрудничает в местной газете. Затем он работает главным врачом в кумысолечебнице «Джанетовка» в Оренбургской области.
В 1925 году Александр Александрович принимает решение вернуться на Кавказские Минеральные Воды. Директор Управления КМВ доктор Мамушин Сергей Александрович принимает его вначале на скромную должность врача пятигорской грязелечебницы, затем заведующего грязелечебницей, далее на должность заведующего бальнеологическим отделом Управления Кавказских минеральных вод. Работая в грязелечебнице, А. А. предложил использовать процедуру электрогрязи, которую он впервые в России предложил ещё в 1913 году, опубликовав работу «Электризация через грязь». Метод быстро нашёл чрезвычайное распространение на Кавказских минеральных водах.

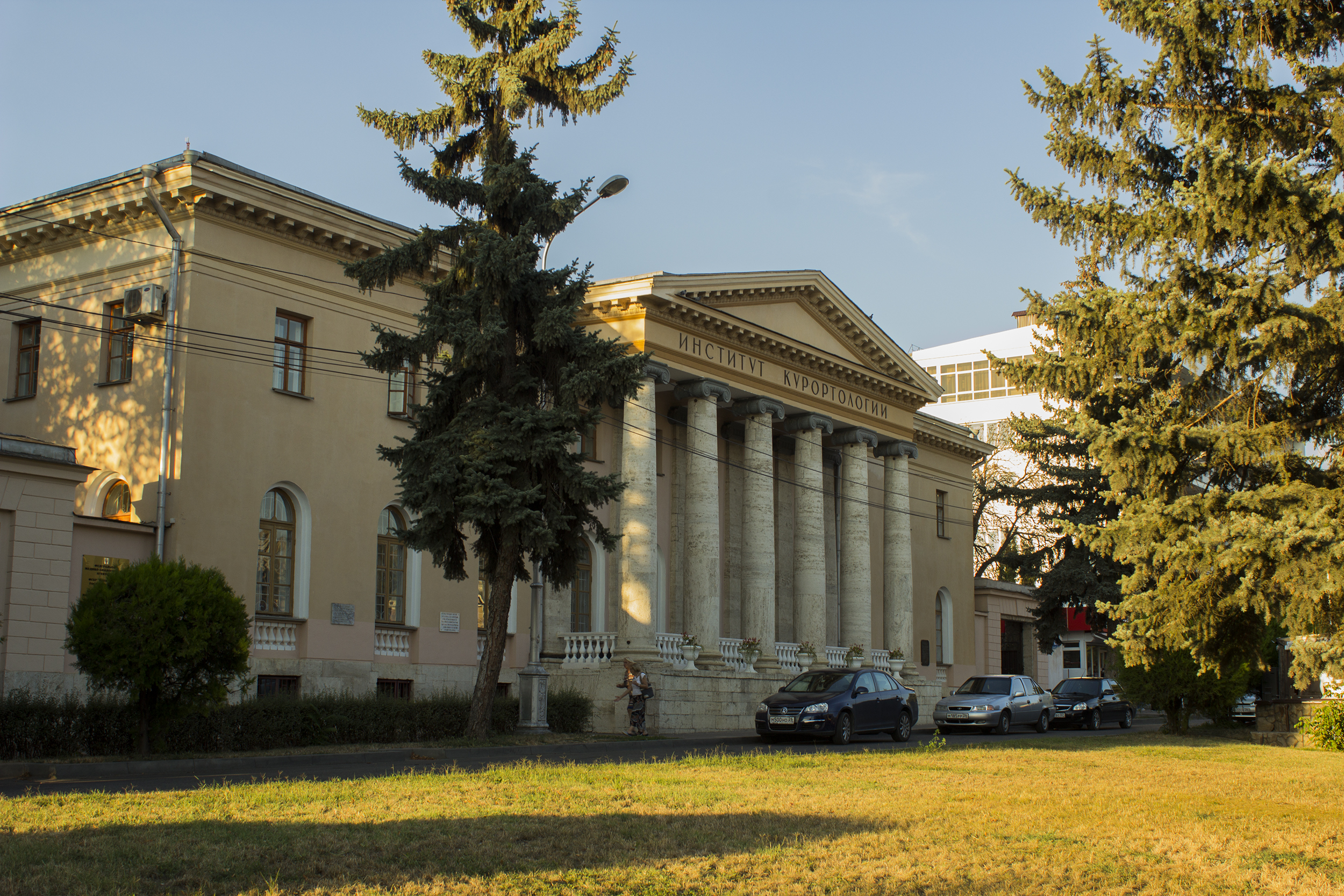
Пятигорский государственный научно-исследовательский институт курортологии Федерального медико-биологического агентства

В СССР шла широкомасштабная реорганизация курортного дела. В этот период директор Пятигорского Бальнеологического института Огильви А. Н. приглашает Лозинского занять пост его заместителем по научной работе. Перейдя на работу в институт, он продолжал работать по совместительству консультантом Управления КМВ, а некоторый период и заведующим медицинской частью Бальнеологического института.
В 1927 году Лозинский выступает на VI Всесоюзном научно-организационном съезде по курортному делу в Москве с программным докладом «Стандарты и схемы курортного лечения».
С 1927 года Лозинский начинает преподавать бальнеологию в Государственном Северо-Кавказском Университете. С 1931 по 1941 годы он был бессменным руководителем и основным преподавателем существовавших в то время при Пятигорском Бальнеологическом институте постоянных Всесоюзных курсов усовершенствования врачей-бальнеологов. В 1948 году на базе Кисловодской и Ессентукской клиник были организованы кафедры Центрального института усовершенствования врачей — кафедра терапии. В дальнейшем кафедры были переименованы в кафедру курортологии и курортной терапии.

В 1929 года Русское бальнеологическое общество и медицинская общественность Кавминвод чествовали старейшего русского бальнеолога Лозинского Александра Александровича по случаю 35-летия его врачебной и научной деятельности. «Врачебная газета», поздравляя юбиляра писала:
«Имя Александра Александровича Лозинского для всех врачей, соприкасающихся с курортным делом и с изучением бальнеологии, для всех, черпавших на протяжении многих лет свои научные знания и опыт в периодической медицинской печати — чрезвычайно популярно и общеизвестно…».
С 1931 года Лозинский одновременно совмещает должность заведующего библиотечным и издательским отделом института. Научная библиотека Бальнеологического института стала одной из самых крупных по числу книг и журналов и была на первом месте в СССР по числу работ, относящихся к бальнеологии. Под руководством и личном участии Александра Александровича создан библиографический указатель всех статей в русских и иностранных журналах по бальнеологии, курортному делу и смежным дисциплинам.
В 1936 году Лозинский А. А. на 68 году жизни назначается на должность научного руководителя многопрофильной Пятигорской клиники Бальнеологического института, которая к тому времени имела два отделения в собственном здании и три отделения расположенные на базе санаториев № 1, 4 и 5 Пятигорского курорта. Через два года, к юбилею, 45-летию врачебной деятельности и 35-летию работы на курортах, сотрудники возглавляемой им Пятигорской клиники посвящают ему сборник своих работ «Бальнеотерапевтические факторы Пятигорского курорта».
В результате репрессий пострадал руководящий состав Бальнеологического института. 7 мая 1938 года арестован директор института, заслуженный деятель науки, профессор Огильви А. Н по обвинению в организации на группе курортов КМВ антисоветской вредительской организации. В 1939 году новому руководству Бальнеологического института и благодаря авторитету Лозинского А. А. удаётся добиться перевода Пятигорской клиники из клинических отделений в здание санатория № 2 «Медсантруд», в котором она находится в настоящее время. Работа института была отмечена приказом по Наркомздраву СССР от 21 июня 1940 года, а научный руководитель Пятигорской клиники доктор медицинских наук А. А. Лозинский награждён значком «Отличнику здравоохранения».
В годы Великой Отечественной войны курорты КМВ были превращены в крупнейшую госпитальную базу. Деятельное участие в выздоровлении раненных принимал Лозинский. Послевоенная деятельность Лозинского была связана с педагогической деятельностью — подготовкой высококвалифицированных курортологов. Почти до самых последних дней своей жизни Александр Александрович продолжал активную деятельность. В 1956 году, в 88-летнем возрасте он издал последнюю монографию «Радоновые ванны и методика их применения». В декабре 1958 года общественность курортов Кавказских Минеральных Вод тепло отметила его 90-летие.
Умер от воспаления лёгких 5 апреля 1961 года в Пятигорске на 93 году жизни.
Единственный сын Лозинского — Дмитрий Александрович многие годы проработал в Пятигорском пединституте, умер в 1972 году в возрасте 52 лет. В Пятигорске проживают единственные потомки Александра Александровича — внучка Марина Дмитриевна и правнучка Женя.

## Вклад
Всю свою многолетнюю научную, врачебную, общественную и литературную деятельность профессор Александр Александрович Лозинский посвятил развитию бальнеологии и бальнеотерапии. Лично им и под его руководством были успешно разработаны многие вопросы научной бальнеологии: радонотерапии, грязелечения, механизма лечебного действия курортных факторов, бальнеологической реакции, а также практической бальнеотерапии: разработаны основные принципы лечения больных на курортах Кавказских Минеральных Вод.
За время основных работ в Кисловодске и Кеммерне Александр Александрович Лозинский являлся членом президиума Русского общества Охранения народного здравия (с 1899 по 1907 годы), затем председателем Кеммернского бальнеологического общества (с 1910 по 1913 годы), которое поддерживало связи с Русским бальнеологическим обществом. Лозинский был действительным членом Русского Бальнеологического Общества в Пятигорске (с 1901 по 1931 годы), неизменным работником Пироговских съездов, Союзных съездов по курортному лечению, Одесского бальнеологического общества и многих других.
За период работы Лозинского в должности заместителя директора по научной работе в научных подразделениях Бальнеологического института выполнялись работы в области экспериментальной бальнеологии, в частности по обоснованию методик назначения питьевых минеральных вод с лечебной целью; бальнеотехническим отделом по техническому решению доставки минеральных вод на дальние расстояния без потери их свойств; в микробиологической лаборатории, по выяснению механизма действия и регенерации лечебной грязи; работы отдела курортной гигиены позволили определить причины загрязнения некоторых минеральных вод, оказали ценную помощь в устранении дефектов, имевших место на заводах по розливу минеральных вод. Эти работы содействовала нормированию условий производства на заводах Кавминрозлива. Под руководством Лозинского А. А. в клиниках Бальнеологического института проводились фундаментальные работы по определению показаний и противопоказаний для курортного лечения на КМВ, по обоснованию круглогодичного лечебного сезона на Пятигорском, Железноводском и Ессентукском курортах; изучению влияния курортных факторов при профессиональных патологиях у различных групп рабочих (металлообрабатывающей, нефтяной, угольной промышленности, рабочие горячих цехов, подвергшихся интоксикации тяжёлыми металлами).
Лозинский А. А. был членом Совета Центрального научно-курортного совета при Управлении курортов и санаториев НКЗдрава СССР, созданного Наркомздравом СССР в 1939 году; был активным организатором и участником многих бальнеологических съездов (1903 в Пятигорске, 1915 в Петрограде, 1927 в Москве), научно-практических конференций, совещаний и пр. Перу А. А. Лозинского принадлежит свыше 200 научных работ, в числе которых несколько монографий и трёхтомный труд по бальнеологии для практического врача (1916), являвшийся первой фундаментальной работой в этой области на русском языке. Им написаны статьи по истории медицины, различным медицинским проблемам, серия брошюр, пользовавшихся популярностью среди курортников. Наряду с практической и научной работой Лозинский всегда принимал самое деятельное участие в общественной жизни, работал во врачебной секции союза «Медсантруд», в Научно-медицинском обществе на КМВ и Пятигорске.
Лозинский писал стихи, сочинял музыку, играл на музыкальных инструментах, пел; владел английским, немецким, французским, польским, латинским, арабским, хинди языками.

### Труды
- Гомеопатия по учению ее авторитетов / [Соч.] д-ра А.А. Лозинского. - Санкт-Петербург : тип. Я. Трей, 1893. - [4], 97 с.
- Против гомеопатии. — СПб., 1895.
- Сущность врачебной этики // Еженедельник журнала Практическая медицина. — 1901. — № 1. — С. 1.
- К истории некоторых важнейших медицинских систем XVIII и XIX веков, диссертация. — СПб., 1905.
- Бальнеология практического врача. — Петроград, 1915—1927. — Т. 1—3.
- Лекции по общей бальнеологии. — М., 1949.
- Радоновые воды и методика их лечебного применения. — М., 1956.
- Из воспоминаний о работе на курорте Кемери // Из истории медицины. — Рига. — 1960. — Т. 3. — С. 235—244

## Память
В июне 1961 года на курорте Кемери состоялось совместное заседание научного общества терапевтов и физиотерапевтов-курортологов Латвии с участием врачей курортов, посвящённое памяти профессора А. А. Лозинского. В совместном решении этого заседания было записано:
«…Для сохранения памяти выдающегося бальнеолога присвоить имя А. А. Лозинского одному из новых санаториев Кемери, а также установить памятник в парке курорта… Медицинская общественность Советского Союза сохранит память о А. А. Лозинском, как об основоположнике научной бальнеологии в нашей стране, как о выдающемся исследователе целебных факторов курортов Прибалтики и Предкавказья…»
В курортном парке города Кемери установлена скульптура, изображающая массивное дерево с обрубленной верхушкой и спиленными толстыми ветвями. На распиле каждой такой ветки начертаны фамилии тех, кто активно принимал участие в развитии курорта Кеммери. На одной из таких ветвей есть и фамилия Лозинского А. А.
8 октября 1963 года в газете «Кавказская здравница» в статье «В дар библиотеке» рассказывалось о том, что семья покойного профессора Лозинского А. А. передала в научную библиотеку Пятигорского института курортологии и физиотерапии около 900 книг и брошюр, находящихся в личной библиотеке профессора..